# Бавовник звичайний
Бавовник звичайний середньоволокнистий (Gossypium hirsutum) — жорстковолосиста багаторічна рослина, але в культурі вирощують її як однорічну. Рослина — кущ родини мальвових.
Стебло пряме, гілчасте, біля основи здерев'яніле, 1—1,5 м заввишки. Листки чергові, довгочерешкові, 3—5-лопатеві, з трикутно-яйцеподібними загостреними лопатями. Квітки одиничні, 5-пелюсткові, кремові, з червонувато-пурпуровим відтінком.
Плід — багатонасінна коробочка. Насінини — з довгими одноклітинними волосками. Цвіте у липні — вересні.

## Поширення
Вирощується в країнах Середньої Азії і Закавказзя як цінна прядивна культура. В Україні культивують у крайніх південних районах та в Криму.

## Сировина
Використовують насіння і кору коріння (Cortex Gossypii radicis), заготовлену після того, як зібрано бавовну (волокно). З волокна одержують гігроскопічну вату (Gossypium hygroscopicum). Кора коріння аптеками не відпускається.

## Хімічний склад
Усі частини рослини містять великий набір біологічно активних речовин: у корінні є госипол, дубильні речовини, аскорбінова кислота, вітамін К, триметиламін, ефірна олія; насіння містить госипол, госипін, пігмент госипурпурин, жирну олію, високоякісний білок; у квітках є флавоноїди (5 %), лимонна (5—7 %) і яблучна (3—4 %) кислоти. Каротиноїди і катехіни є в усіх частинах рослини.